# イナートガスアーク溶接
イナートガスアーク溶接(inert gas arc welding)とはアーク溶接の一種。

## 解説
アルゴン、ヘリウム、またはその混合物のイナートガス、もしくはこれらに少量の活性ガスを加えたもの用いる溶接方法である
シールドガスにアルゴンを用いる場合をアルゴンアーク溶接と呼び、主としてティグ溶接のことを指す
また、電極にメタルを用いる方法を「イナートガスメタルアーク溶接(inert gas metal-arc welding)」、
タングステンを用いる場合を「イナートガスタングステンアーク溶接(inert gas Tungsten arc welding)」と云う(それぞれ前者は溶極式、後者は非溶極式である)

## 関連事項
- 溶接
- 融接
- アーク溶接